# Iden (automóviles)

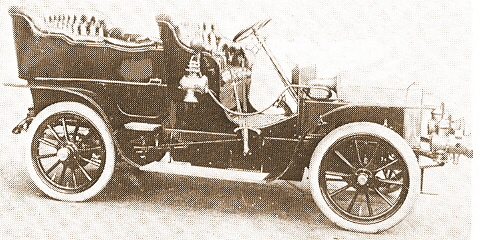
Iden 12/16 CV de 1905

El Iden fue un automóvil inglés fabricado en Coventry desde 1904 hasta 1907. Sus coches, diseñados por George Iden (formado en Daimler), utilizaban motores de cuatro cilindros de 10/17 CV y 25/35 CV, impulsados por ejes de transmisión. Estaban equipados con la "caja de cambios radial sin fricción de Iden". 
Iden se liquidó en 1906. Su fábrica de Coventry fue posteriormente utilizada por la Deasy Motor Car Company, que pasó a formar parte de Armstrong Siddeley. 